# Max Robert
Max Robert   (Nantes, 9 de juny de 1967) és un pilot de bob francès, ja retirat, que va competir durant les dècades de 1990 i 2000.
El 1994 va prendre part als Jocs Olímpics d'Hivern de Lillehammer, on va disputar, sense sort, dues proves del programa de bobsleigh. Quatre anys més tard, als Jocs de Nagano, guanyà la medalla de bronze en la prova de bobs a quatre. Formà equip amb Bruno Mingeon, Emmanuel Hostache i Eric Le Chanony.
En el seu palmarès també destaca una medalla d'or al Campionat del món de bob de 1999 i una medalla d'or i una de plata al Campionat d'Europa de bob del 2002.